# Isuzu Motors Saudi Arabia
Isuzu Motors Saudi Arabia Company Limited ist ein Nutzfahrzeughersteller und -händler im saudi-arabischen Dammam. Es handelt sich um ein Joint Venture von Isuzu (99 %) und Isuzu Motors Asia (1 %).

## Geschichte
Erste konkrete Planungen für dieses Projekt lassen sich bis in das Jahr 2007 zurückverfolgen, eine entsprechende Absichtserklärung und die Gründung des Unternehmens verzögerten sich aufgrund der Weltfinanzkrise jedoch bis 2011. Ende 2012 wurde das Werk in Anwesenheit des saudi-arabischen Wirtschaftsministers eröffnet. Es handelt sich um das erste vollständige Produktionswerk für japanische Lastwagen in der Golfregion.
Das Unternehmen hat mehr als 100 Mitarbeiter. Die theoretische Kapazität umfasst 3000 Einheiten. Trotz einer bei Eröffnung geplanten Kapazitätserweiterung auf 25.000 Exemplare wurden in den Jahren 2016 und 2017 rund 2000 bzw. 1700 Fahrzeuge hergestellt.
Produziert wird die Serie F von Isuzu.